# Mujer desnuda reclinada
Mujer desnuda reclinada (en francés, Femme nue couchée) es una pintura de 1862 del pintor realista francés Gustave Courbet (1819–1877). Representa a una joven dormida de largo cabello negro recostada sobre un sofá cubierto por una tela similar a la de las cortinas, y una sábana blanca bajo la cabeza vuelta hacia la ventana, completamente desnuda excepto por los zapatos y medias, la derecha caída y la izquierda todavía con una liga verde. De su oreja cuelga un pendiente. Detrás de ella, cortinas rojo oscuro parcialmente corridas revelan un cielo nublado amaneciendo o anocheciendo, visto a través de los cristales de la ventana. Como era propio de Courbet, el desnudo es realista en sus formas y tampoco omite el vello púbico y de las axilas, como pedía el arte academicista idealizado. Rezuma mayor erotismo que la contemporánea Olimpia de Manet. Es probable que la obra esté influenciada por La maja desnuda de Goya.
La pintura fue inicialmente propiedad de Alexandre Berthier y luego de Marcell Nemes. En 1913, fue comprada por el coleccionista húngaro Ferenc Hatvany. En un momento, pintó una copia de la pintura y, como broma, la envió para que se exhibiera como original en una exposición en Belgrado de pintura francesa en 1939. Junto con el resto de la colección de Hatvany, la pintura fue saqueada de la bóveda de un banco de Budapest durante la conquista soviética de la ciudad en 1945 a finales de la Segunda Guerra Mundial. Después de que se la viera brevemente pegada a la lona de un vehículo militar soviético en la colina del Castillo de Buda, la pintura parecía haber desaparecido sin dejar rastro.
Volvió a salir a la luz en 2000 y 2003, en manos de un hombre eslovaco que decía ser anticuario, pero que a sus interlocutores les pareció involucrado en la escena del crimen organizado eslovaco. El marchante presentó una declaración jurada, considerada fiable, en la que se afirmaba que los soldados soviéticos entregaron el cuadro a un médico de un pueblo cercano a Bratislava a cambio del tratamiento médico de un soldado herido. Una inspección del craquelado de la imagen determinó que la pintura era de hecho el original y no la copia de Hatvany.
Después de cinco años de negociaciones, participación de la Interpol y disputas diplomáticas entre los gobiernos de EE. UU. y Eslovaquia, el CAR logró adquirir la pintura para los herederos de Hatvany a cambio de una recompensa de 300.000 dólares estadounidenses. Se mostró al público por primera vez desde la década de 1930 en una exposición de Courbet de 2007 en el Grand Palais de París. La pintura se vendió en una subasta el 9 de noviembre de 2015 por 15,3 millones de dólares, cuatro veces el récord anterior para una pintura de Courbet.